# Air Inter
Air Inter (Эйр Инте́р) — французская авиакомпания, существовавшая в 1954—1997 годах.

## История
Компания была основана 12 ноября 1954 года. Первый коммерческий рейс был выполнен 16 марта 1958 по маршруту Париж — Страсбург. С 1960 года начались регулярные коммерческие рейсы. Компания базировалась в парижском аэропорту Орли. 1 апреля 1997 компания объединилась с Air France.

## Флот
Air Inter эксплуатировала 10 типов самолётов.
- Aérospatiale Caravelle
- Airbus A300 B2/B4
- Airbus A320 100/200
- Airbus A321
- Airbus A330-300
- Dassault Mercure
- Douglas DC-3
- Fokker F-27
- Fokker F100
- Vickers Viscount

## Авиакатастрофы
За всю историю существования авиакомпании произошло 3 авиакатастрофы.
- 12 августа 1963 года Vickers Viscount, бортовой номер F-BGNV, разбился на подходе к городку Трамуайен. Погибли все 15 из 16 человек на борту (в том числе — 4 члена экипажа) и 1 человек на земле.
- 27 октября 1972 года Vickers Viscount, бортовой номер F-BMCH, разбился под Клермон-Ферраном, упав в реку Луара. На месте трагедии погибло 5 членов экипажа и 54 из 63 пассажиров. 1 пассажир умер в госпитале 2 дня спустя. Крушение произошло из-за слишком раннего снижения по причине ошибки экипажа самолёта
- 20 января 1992 года лайнер A320-111, бортовой номер F-GGED, при заходе на посадку в Страсбурге, отклонился от курса и столкнулся с горой Сент-Одиль. Погибло 87 пассажиров и членов экипажа. Выжило 8 пассажиров и стюардесса. Крушение произошло из-за ошибки экипажа, начавшего снижение по ошибочной траектории и с большой скоростью.